# Vattenfall Cyclassics 2013
La Vattenfall Cyclassics 2013 va ser la 18a edició de la cursa ciclista Vattenfall Cyclassics. Es va disputar el diumenge 25 d'agost de 2013 en un recorregut de 246 km, amb origen i final a Hamburg.
La victòria fou per l'alemany John Degenkolb (Argos-Shimano), que s'imposà a l'esprint al també alemany André Greipel (Lotto-Belisol) i al noruec Alexander Kristoff (Team Katusha).

## Equips participants
En la cursa hi prenen part 21 equips de 8 ciclistes cadascun, els 19 World Tour i 2 equips continentals professionals:
| Núm.    | Codi | Equip                   |
| ------- | ---- | ----------------------- |
| 1-8     | FDJ  | FDJ                     |
| 11-18   | LTB  | Lotto-Belisol           |
| 21-28   | RLT  | RadioShack-Nissan       |
| 31-38   | SKY  | Team Sky                |
| 41-48   | MOV  | Movistar Team           |
| 51-58   | KAT  | Team Katusha            |
| 61-68   | AST  | Astana Qazaqstan Team   |
| 71-77   | TST  | Team Saxo-Tinkoff       |
| 81-88   | OPQ  | Omega Pharma-Quick Step |
| 91-98   | GRS  | Garmin-Sharp            |
| 101-108 | BEL  | Belkin Pro Cycling Team |

| Núm.    | Codi | Equip             |
| ------- | ---- | ----------------- |
| 111-118 | BMC  | BMC Racing Team   |
| 121-126 | CAN  | Cannondale        |
| 131-138 | ALM  | AG2R La Mondiale  |
| 141-148 | LAM  | Lampre-Merida     |
| 151-158 | OGE  | Orica-GreenEDGE   |
| 161-168 | EUS  | Euskaltel–Euskadi |
| 171-177 | ARG  | Argos-Shimano     |
| 181-188 | VCD  | Vacansoleil-DCM   |
| 191-198 | TNE  | NetApp-Endura     |
| 201-208 | MTN  | MTN-Qhubeka       |

## Classificació final
|    | Ciclista                 | Equip                   | Temps      | Punts UCI |
| -- | ------------------------ | ----------------------- | ---------- | --------- |
| 1  | John Degenkolb (GER)     | Argos-Shimano           | 5h 45' 15" | 80        |
| 2  | André Greipel (GER)      | Lotto-Belisol           | m.t        | 60        |
| 3  | Alexander Kristoff (NOR) | Team Katusha            | m.t        | 50        |
| 4  | José Joaquín Rojas (ESP) | Movistar Team           | m.t        | 40        |
| 5  | Elia Viviani (ITA)       | Cannondale              | m.t        | 30        |
| 6  | Boy van Poppel (NED)     | Vacansoleil-DCM         | m.t        | 22        |
| 7  | Nikolas Maes (BEL)       | Omega Pharma-Quick Step | m.t        | 14        |
| 8  | Thor Hushovd (NOR)       | BMC Racing Team         | m.t        | 10        |
| 9  | Matti Breschel (DEN)     | Team Saxo-Tinkoff       | m.t        | 6         |
| 10 | Arnaud Démare (FRA)      | FDJ                     | m.t        | 2         |